# 周爻
周爻（1506年—？年），字易夫，四川敘州府宜賓縣人，軍籍。

## 生平
六月初八日生，行二，治《書經》，由國子生中式四川鄉試第六名舉人，年三十九歲中式嘉靖二十三年（1544年）甲辰科會試中式第一百四十四名，第二甲第七十名進士。初授南京户部山西司主事，升郎中，三十三年十二月丁父忧，服除，来京補户部郎中，出为南阳府知府，升任陕西潼关兵备道副使。明隆庆元年（公元1567年）在叙州府（今四川省宜宾市）真武山，撰写有《三台书院碑记》，收录于清嘉庆版《宜宾县志》。明万历元年(1573年)九月，撰写有《平蛮颂碑》。

## 家族
曾祖周友信；祖周旋，贈徵仕郎義勇衛經歷；父周嘉誥（1483年-1554年），字天語，别號雙湫，封南京户部山西司主事；母左氏；繼母陳氏。具慶下，妻吳氏，繼妻陳氏；兄士（監生），弟令；典；冊；曆。